# 伊拉 (喬治亞州)
伊拉（英語：Ila）是一個位於美國喬治亞州麥迪遜縣的城市。

## 地理
伊拉的座標為34°10′25″N 83°17′34″W / 34.17361°N 83.29278°W，而該地的平均海拔高度為244米（即801英尺）。

## 人口
根據2010年美國人口普查的數據，伊拉的面積為2.10平方千米，當中陸地面積為2.10平方千米，而水域面積為0.00平方千米。當地共有人口337人，而人口密度為每平方千米160.48人。